# Geum iranicum
Geum iranicum är en rosväxtart som beskrevs av M. Khatamsaz. Geum iranicum ingår i släktet nejlikrotsläktet, och familjen rosväxter. Inga underarter finns listade i Catalogue of Life.